# 尼洛波利斯
尼洛波利斯是巴西里约热内卢州的一个市镇。总面积19.157平方公里，总人口159409人，人口密度8321.2人/平方公里。